# Ricki-Lee
Ricki-Lee è il primo album in studio della cantante australiana Ricki-Lee Coulter, pubblicato il 3 ottobre 2005 dall'etichetta discografica Shock Records.
Dall'album sono stati estratti i singoli Hell No!, Sunshine e Breathe, che hanno raggiunto rispettivamente la quinta, l'ottava e la quattordicesima posizione in Australia.

## Tracce
1. Turn It Up – 3:20 (Ricki-Lee Coulter, Michael Szumowski, Hayley Aitken, Peter Gono)
2. Sunshine – 3:02 (Ricki-Lee Coulter, Zukhan Bey, Lukas Burton, Kara DioGuardi, Norman Johnson, Barney Perkins, Gregory Perry, Jarrad Rogers)
3. Can You Feel It? – 3:18 (Ricki-Lee Coulter, Israel Cruz, Catherine Chamoun)
4. Hell No! – 3:13 (Audius Mtawarira, Andy Love, Cheryline Lim)
5. Something About You Babe – 3:17 (Audius Mtawarira, Hayley Aitken)
6. Breathe – 3:45 (Andrew Murray, Christian Ballard, Dawn Joseph, Lucy Abbott, Russ Ballard, Sara Eker)
7. Let Me Hear You Say (feat. Nitty) – 3:29 (Ricki-Lee Coulter, Israel Cruz, Ali Bertan, Nitty)
8. Vibe Is Right – 3:43 (Jeremy 'JRemy' Skaller, Robert W. 'Bobby Bass' Larow, Stannis Smith)
9. Stay With Me – 3:52 (Audius Mtawarira, Hayley Aitken)
10. Tell Him – 3:54 (Israel Cruz, Cassie)
11. Done With It – 3:48 (Ricki-Lee Coulter, Audius Mtawarira)
12. Listen Up! – 3:31 (Jarrad Rogers, Carmen Knight)
13. Hello (feat. Stan Bravo) – 3:56 (Israel Cruz, Hayley Aitken, Ali Bertan, Samuel Campbell)
14. Being Human – 3:09 (Adam Anders, Pamela Sheyne, Nikki Hassman, Jeremy 'JRemy' Skaller, Robert W. 'Bobby Bass' Larow)

## Classifiche
| Classifica (2005) | Posizione massima |
| ----------------- | ----------------- |
| Australia         | 30                |